# Hippothoa balanophila
Hippothoa balanophila is een mosdiertjessoort uit de familie van de Hippothoidae. De wetenschappelijke naam van de soort is voor het eerst geldig gepubliceerd in 1986 door Winston & Hakansson.